# کلیسای ارتدکس فنلاند
کلیسای ارتدکس فنلاند (انگلیسی: Orthodox Church of Finland)، (فنلاندی: Suomen ortodoksinen kirkko، سوئدی: Ortodoxa kyrkan i Finland, in Finland، روسی: Финляндская Православная церковь') یک کلیسای ارتدکس شرقی خودمختار از پاتریارک‌نشین جهانی قسطنطنیه واقع در هلسینکی مرکز فنلاند است.

## پیشینه
تا سال ۱۹۲۳ کلیسای ارتدکس فنلاند با ریشه در کار تبلیغی مسیحیت در قرون وسطی در شهرهای ولیکی نووگورود و کارلیا، سروشکل گرفته بود و بخشی از کلیسای ارتدکس روسیه محسوب می‌شد. کارلیا امروزه نیز برای فنلاند، روسیه و سوئد دارای اهمیت تاریخی است و در جغرافیای رسمی میان جمهوری کارلیا و استان لنینگراد در روسیه و کارلیای شمالی و کارلیای جنوبی در فنلاند تقسیم شده‌است.

## ساختار
امروزه این کلیسا دارای ۳ اسقف و ۵۹۰۰۰ عضو است که ۱٫۱ درصد از جمعیت بومی فنلاند را تشکیل می‌دهد که در این بین اسقف‌نشین هلسینکی بیشترین پیروان را دارد.
و در کنار کلیسای انجیلی لوتران فنلاند، کلیسای ارتدکس فنلاند از جایگاه ویژه‌ای در قوانین فنلاند برخوردار است. این کلیسا به عنوان یک نهاد تاریخی و طبیعی فنلاندی در نظر گرفته می‌شود. امور خارجی کلیسا توسط پارلمان فنلاند تنظیم و مصوب و ارائه می‌شود، در حالی که امور معنوی و اعتقادی کلیسا توسط مجمع روحانیون متشکل از ۵ اسقف کلیسا تنظیم می‌شود. به صورت قانونی این کلیسا حق دارد از پیروان و شرکت‌های متعلق به اعضای خود مالیات بگیرد.

## معماری
بسیاری از کلیساهای ارتدکس در فنلاند کوچک هستند. چندین کلیسای کوچک قابل توجه دیگر نیز در قرن نوزدهم ساخته شد، زمانی که این سرزمین به عنوان دوک‌نشین بزرگ فنلاند بخشی از امپراتوری روسیه بود. کلیساهای مشهور هلسینکی از آن دوران کلیسای جامع اوسپنسکی (۱۸۶۴) و کلیسای تثلیث مقدس (۱۸۲۶) هستند.
کلیسای ارتدکس سنت پیتر و سنت پل در منطقه هامینا واقع در هلسینکی در سال ۱۸۳۷ تکمیل شد. این ۲ بنا در سبک معماری نئوکلاسیسیسم با برخی عناصر به سبک بیزانسی ساخته شده‌است، نمای بیرونی آن به شکل یک معبد گنبدی گرد طراحی شده‌است.

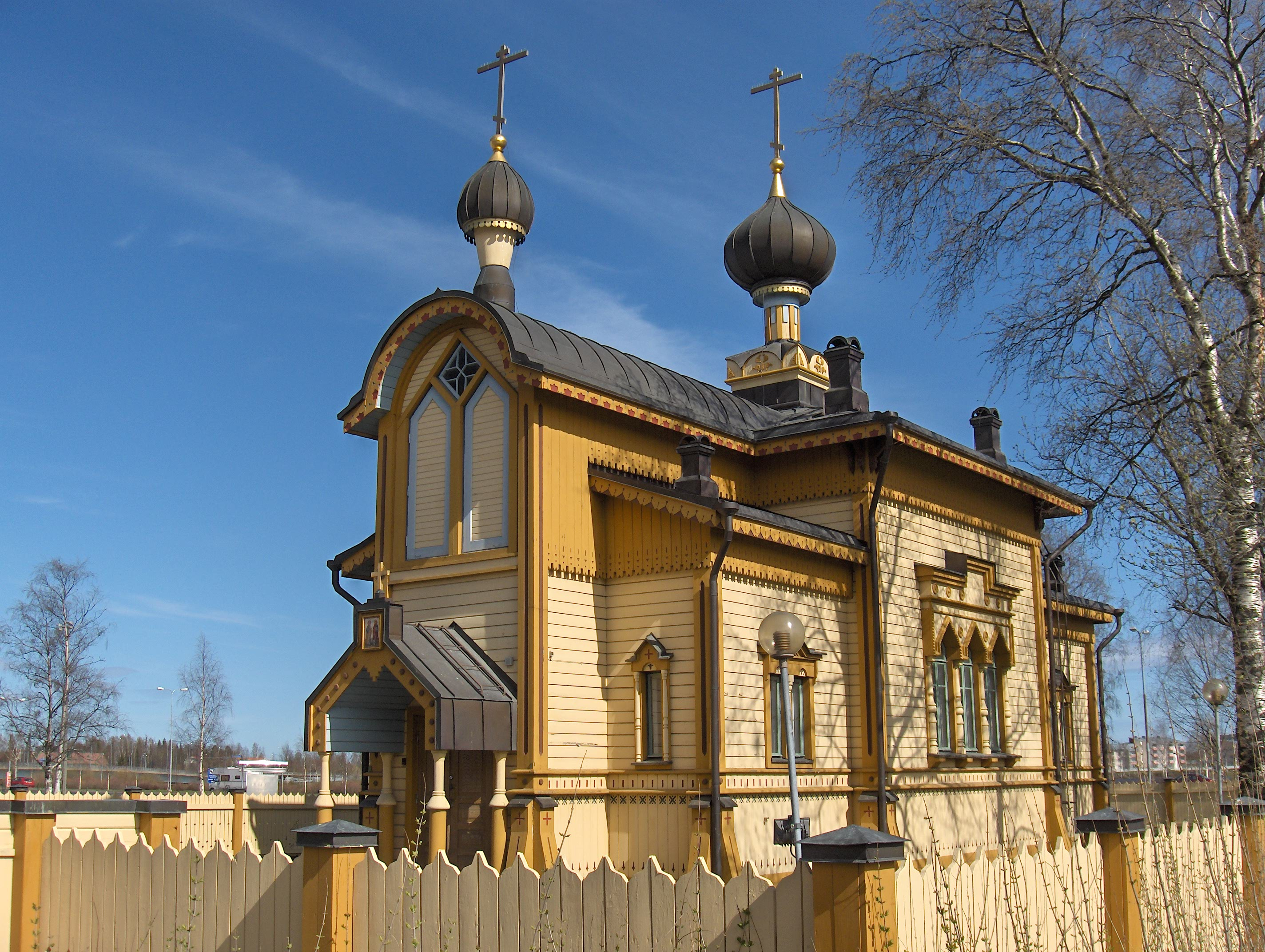
کلیسای چوبی سینت پیتر و پل در تورنیو، ساخته شده در سال ۱۸۸۴. عمدتاً کلیساهای ارتدکس در فنلاند اگرچه دارای معماری صاحب‌سبک هستند اما از گنجایش کم برخوردارند.

## نگارخانه

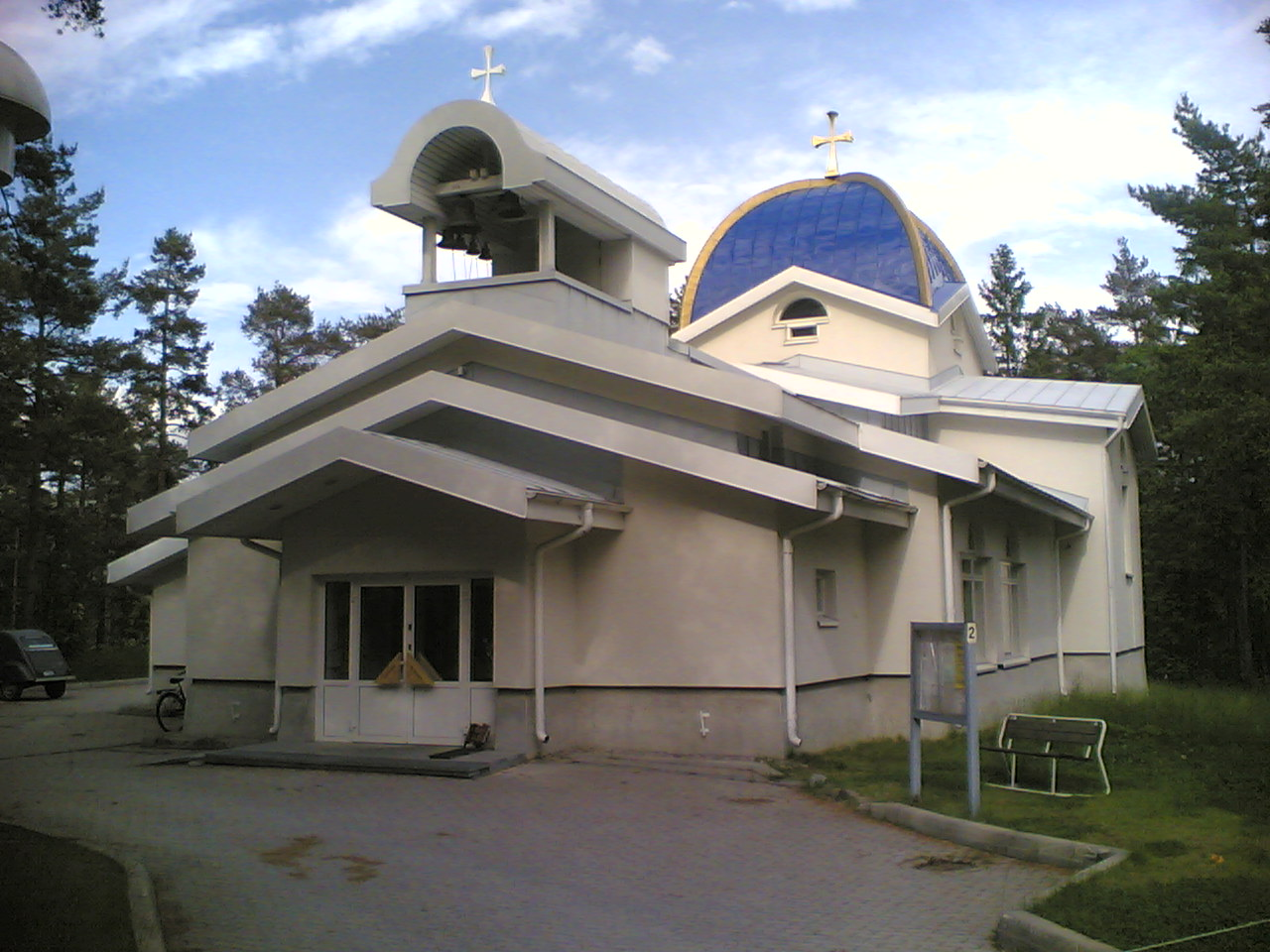
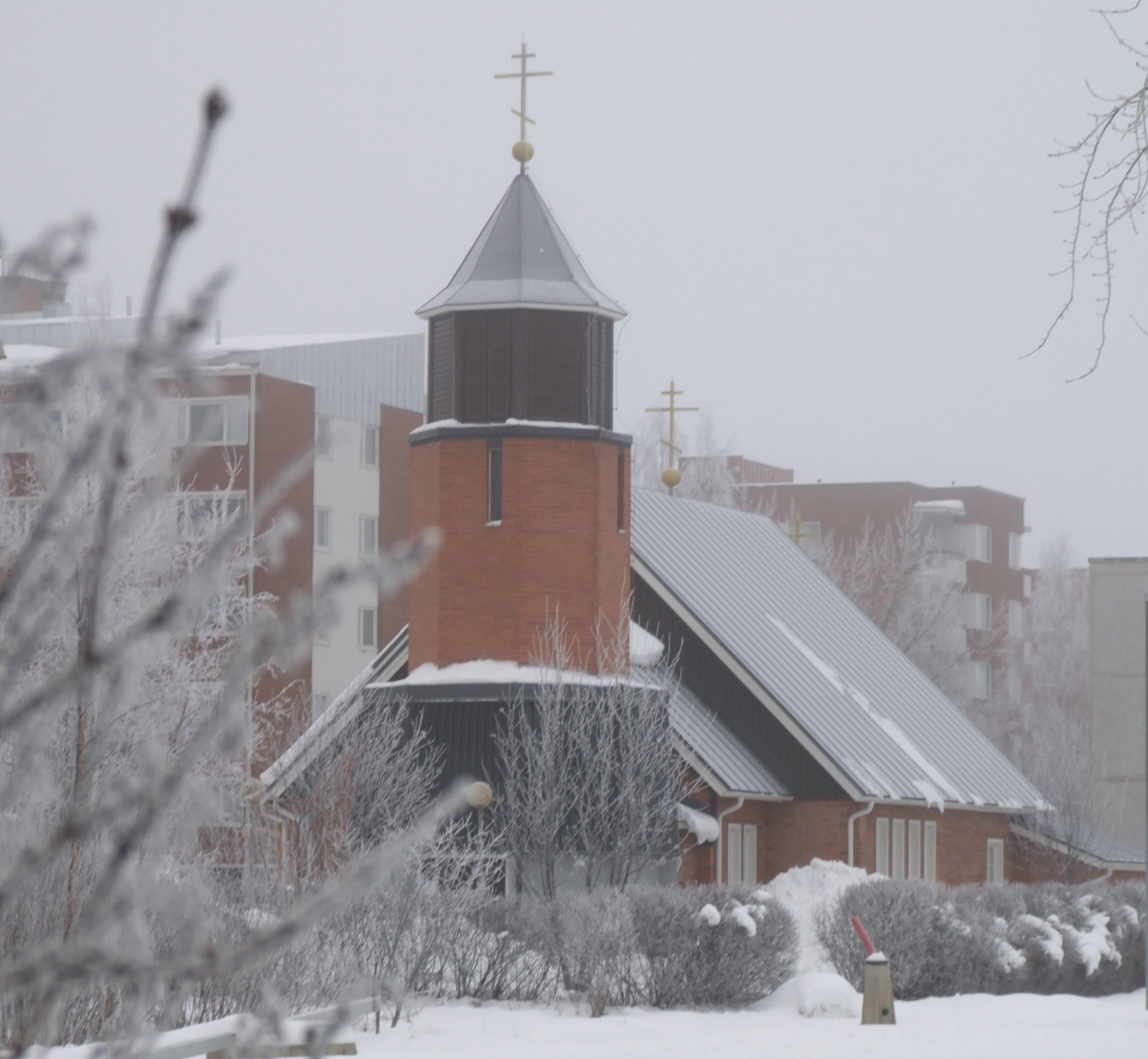
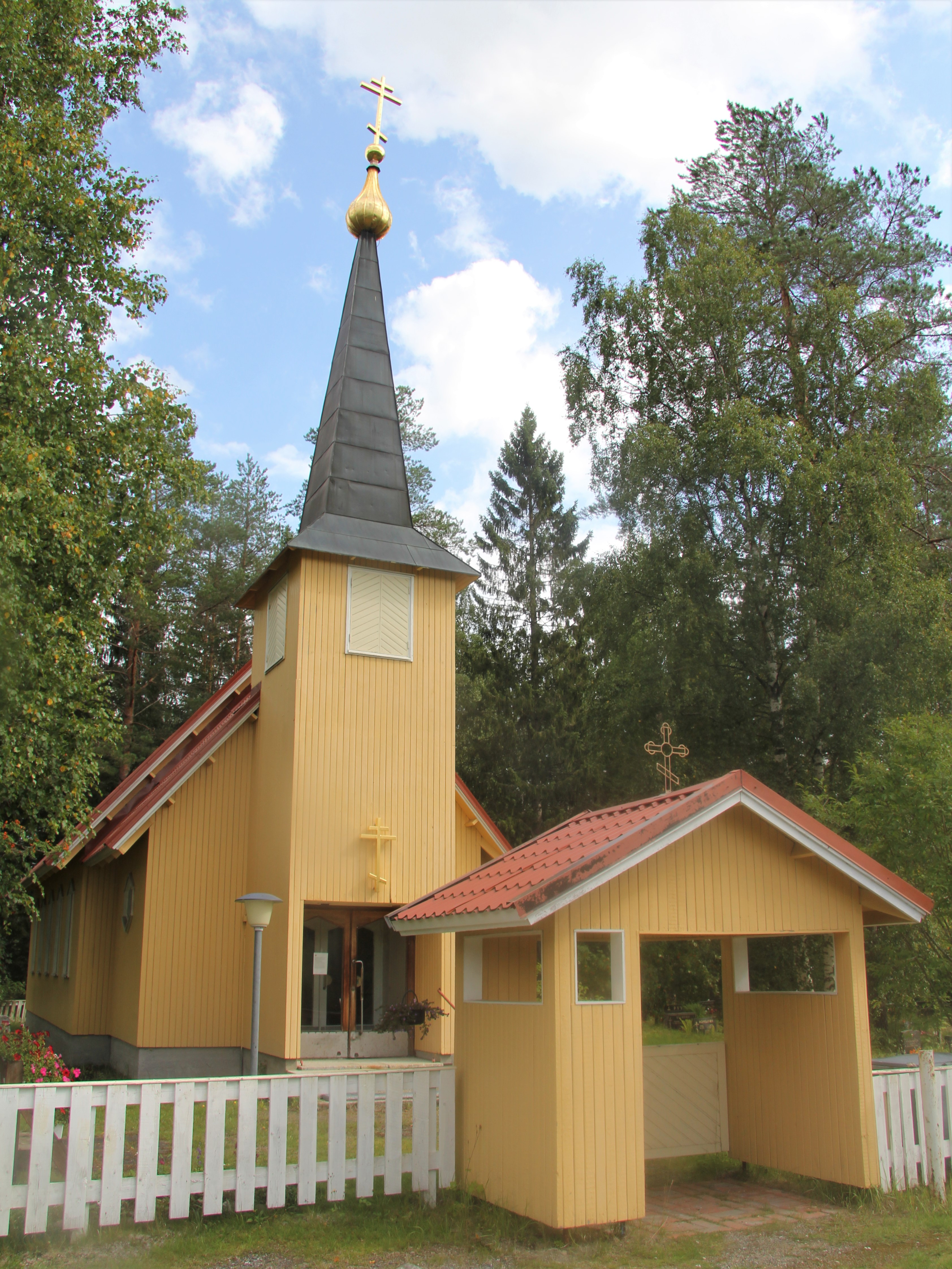
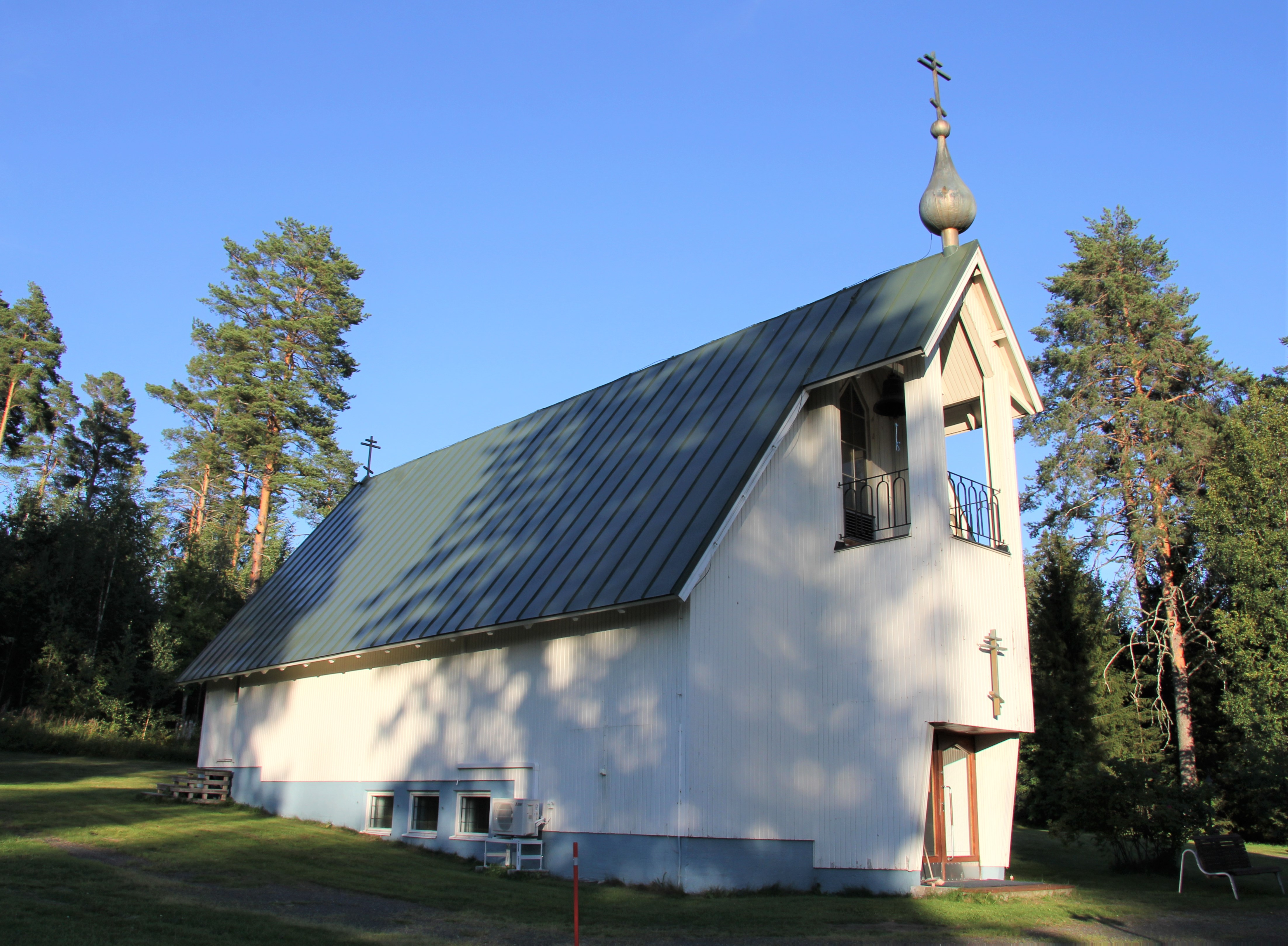
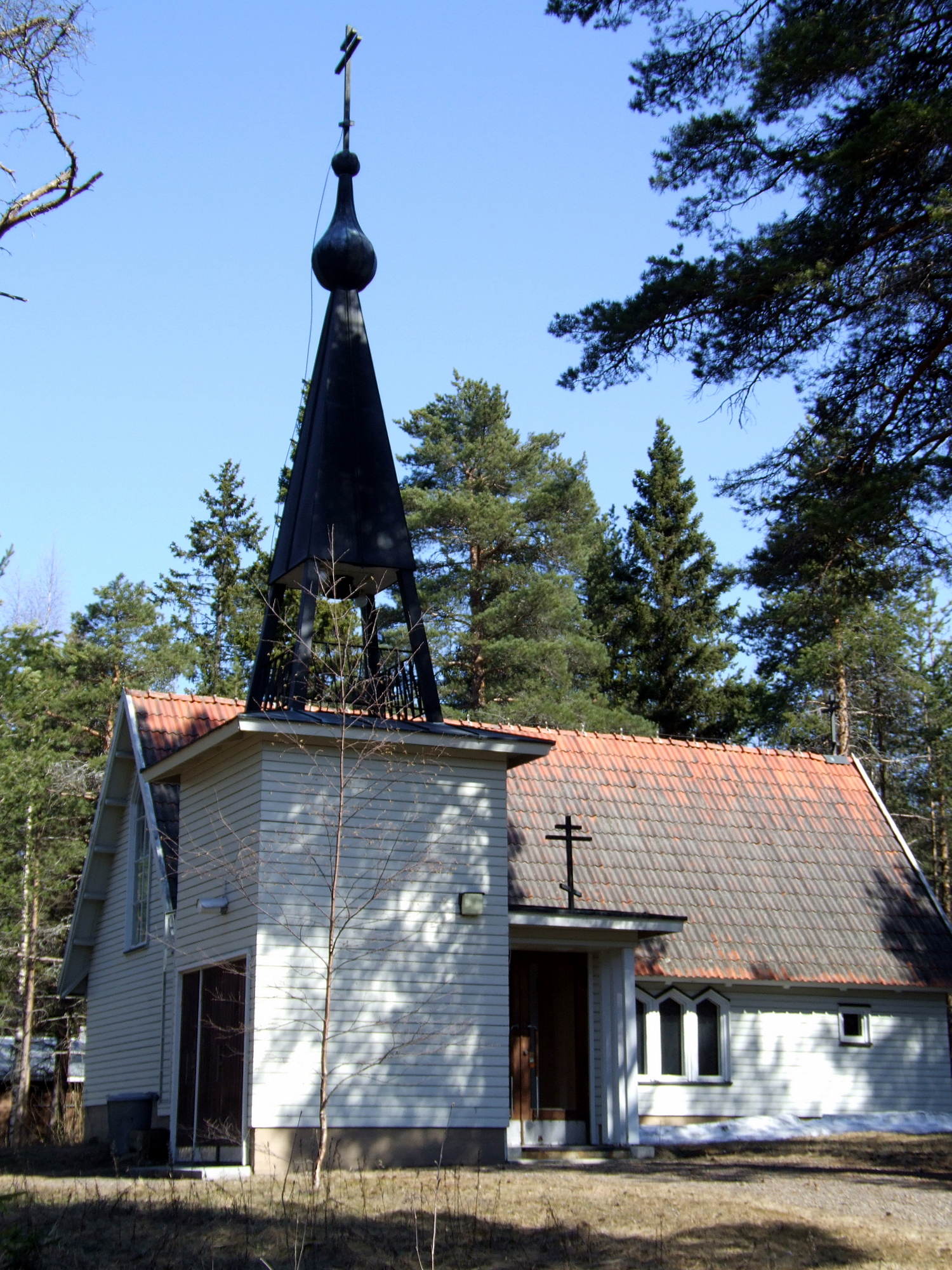
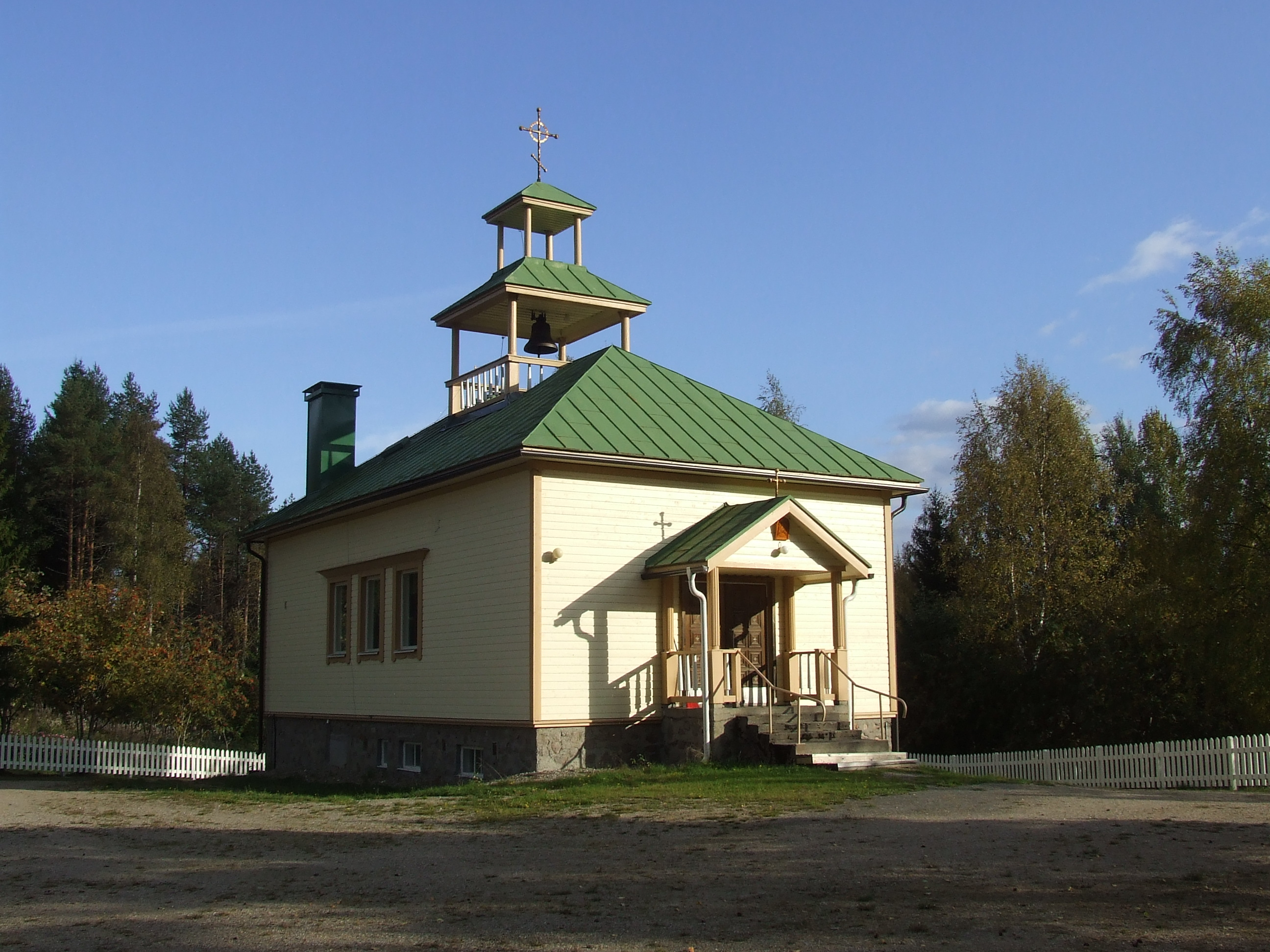
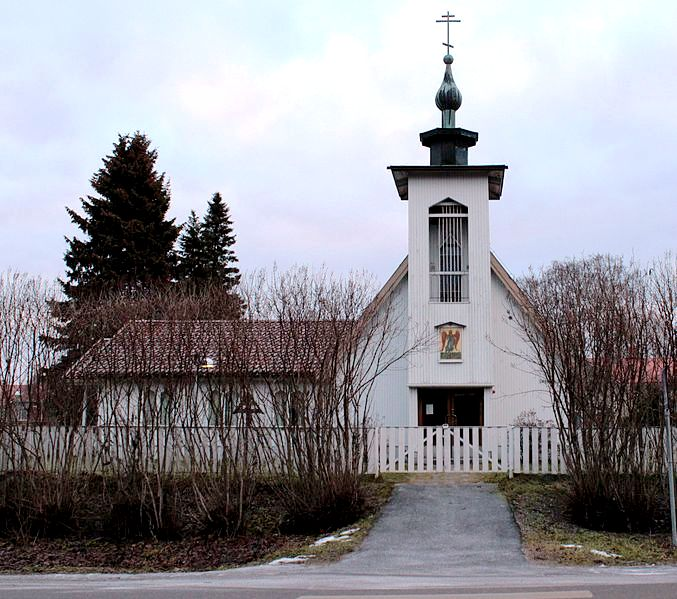
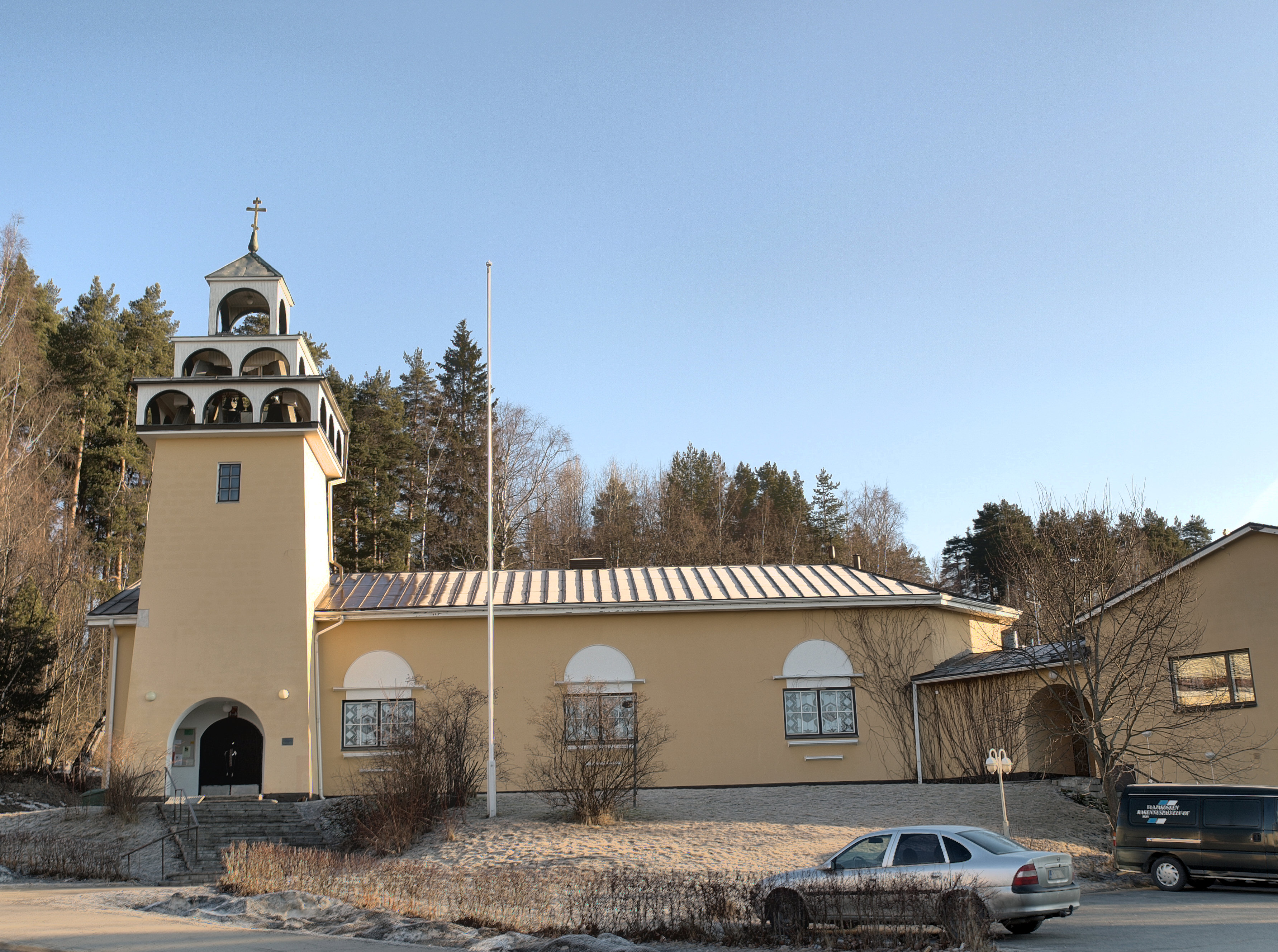
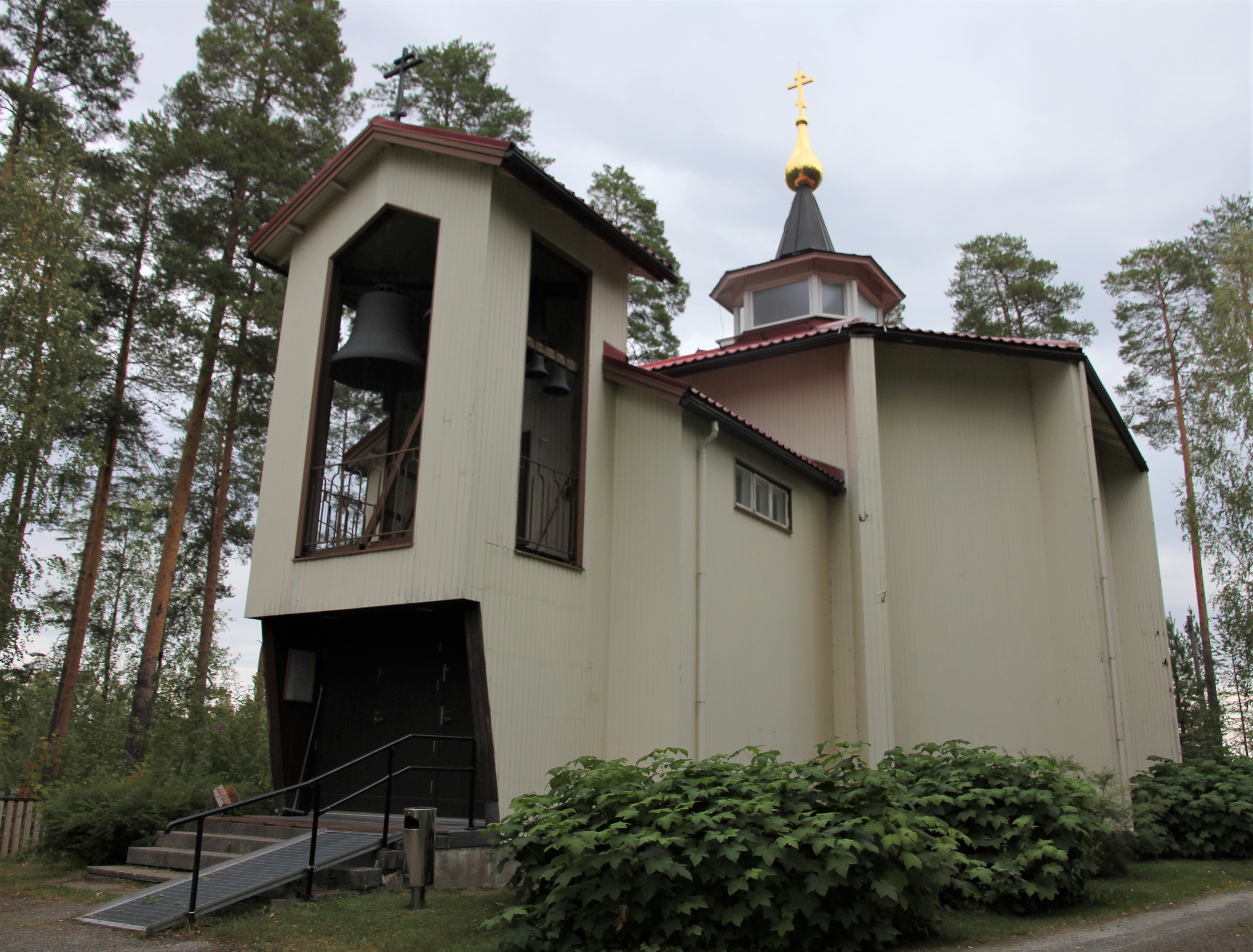
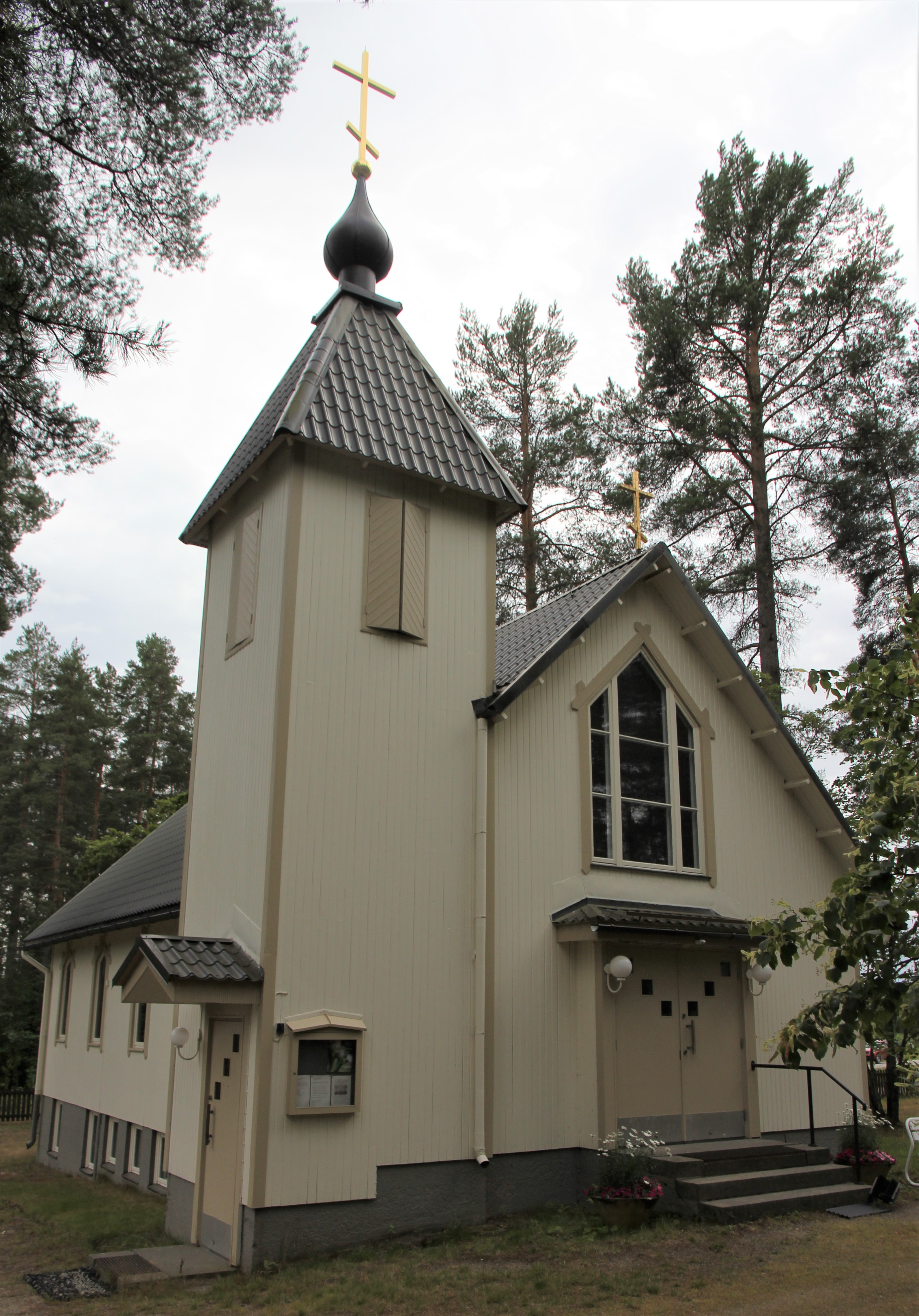
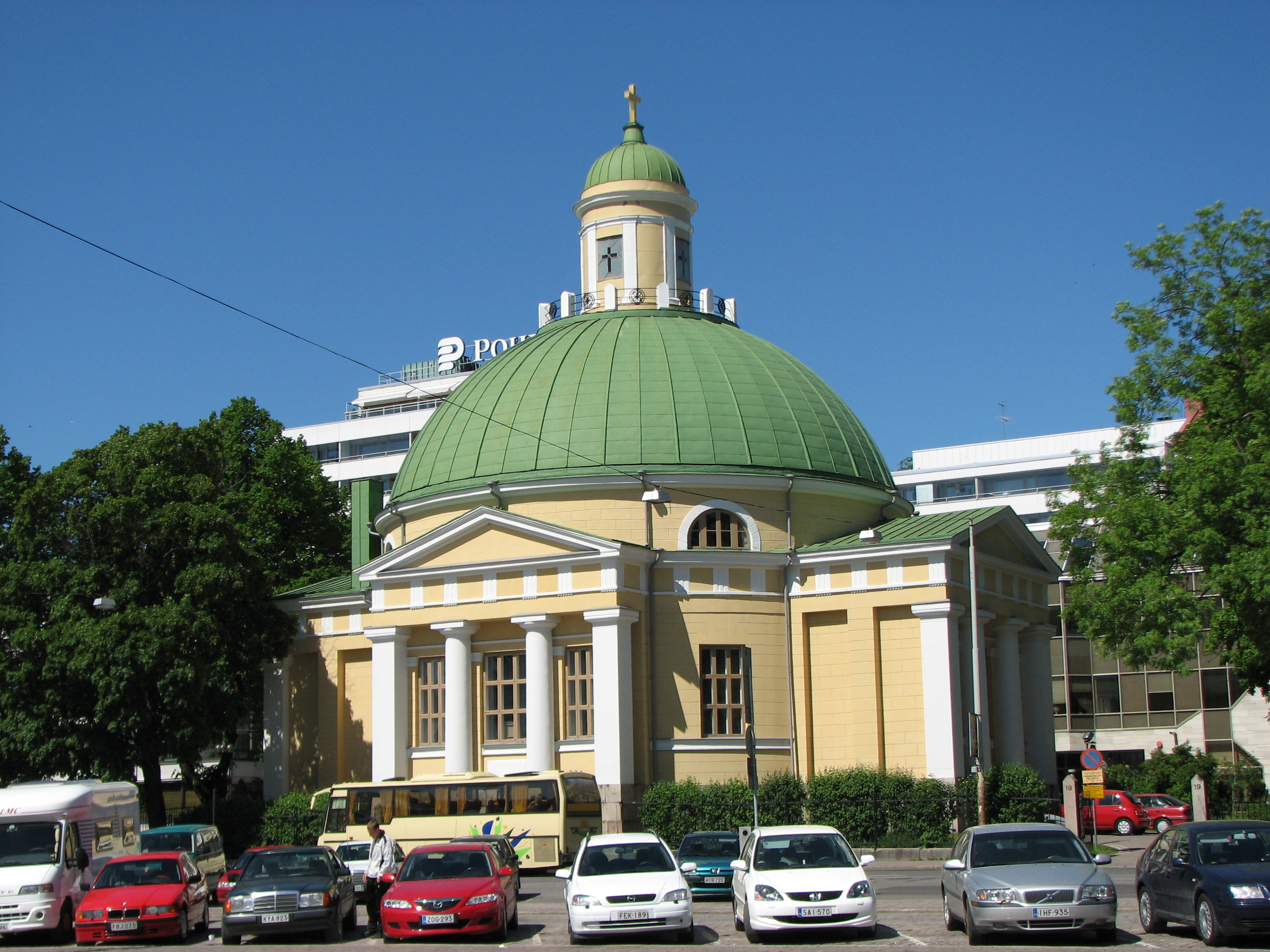
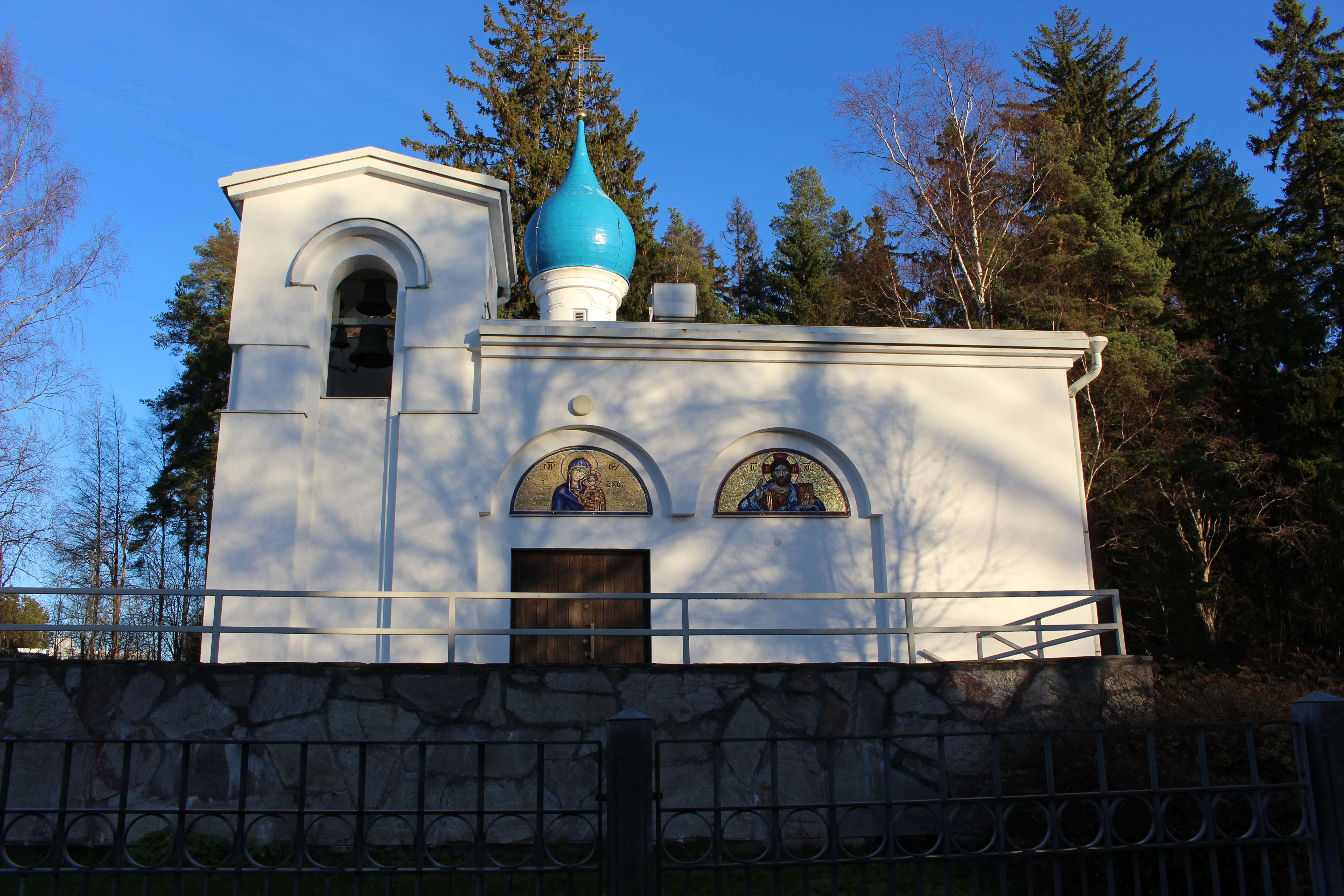